# Gelasma colataria
Gelasma colataria là một loài bướm đêm trong họ Geometridae.